# SN 1982X
SN 1982X – niepotwierdzona supernowa odkryta 19 lutego 1982 roku w galaktyce UGC 4778. W momencie odkrycia miała maksymalną jasność 16,50m.